# Google Lens
Google Lens es una aplicación móvil de inteligencia artificial multimodal con reconocimiento de imagen desarrollada por Google. Anunciada por primera vez durante el Google I/O 2017, está diseñada para mostrar información relevante usando análisis visual.

## Características
Cuando se apunta la cámara del teléfono hacia un objeto, Google Lens tratará de identificar el objeto o leer etiquetas y texto para mostrar resultados de búsqueda e información relevantes. Por ejemplo, cuando se apunta la cámara del dispositivo a una etiqueta de Wi-Fi que contiene el nombre de la red y la contraseña, el dispositivo se conectará automáticamente a la fuente de Wi-Fi que ha sido escaneada. Lens también está integrado con las aplicaciones Google Fotos y Asistente de Google. El servicio es similar a Google Goggles, una aplicación anterior que funcionaba similar pero con menos capacidad. Lens usa rutinas de aprendizaje profundo más avanzadas, similar a otras aplicaciones como Bixby Vision (para dispositivos Samsung lanzados en 2016 y después) e Image Analysis Toolset (disponible en Google Play); las redes neuronales artificiales se usan para detectar e identificar objetos, puntos de referencia y para mejorar la exactitud del reconocimiento óptico de caracteres (ROC).
En diciembre de 2022 se anunció que se Google Lens potenciará su capacidad para comprender incluso la letra más incomprensible. Esto se realizará a través de la implementación de una inteligencia artificial que sea capaz de leer incluso la letra de médico, pudiendo extraer los medicamentos de una receta médica. Google quiso hacer hincapié en que todavía hay un cierto margen de mejora.

### Disponibilidad
Google lanzó oficialmente Google Lens el 4 de octubre de 2017 con previsualizaciones de aplicaciones preinstaladas en el Google Pixel 2. En noviembre de 2017, la característica empezó a desplegarse en el Ayudante de Google para los teléfonos Pixel y Pixel 2. Un avance de Lens también ha sido implementado en la aplicación Google Fotos para los teléfonos Pixel.  El 5 de marzo de 2018 Google lanzó oficialmente Google Lens para Google Fotos en otros teléfonos no Pixel. El soporte para Lens en la versión iOS Google Fotos se hizo el 15 de marzo de 2018. A inicios de mayo de 2018 Google Lens fue habilitado dentro del Asistente de Google para dispositivos OnePlus, así como también se integró a aplicaciones de cámara de varios teléfonos Android. Una versión independiente de Google Lens se habilitó en Google Play en junio de 2018. El soporte de dispositivos es limitado, aunque no es claro qué dispositivos no son compatibles o por qué. Requiere Android Marshmallow (6.0) o versiones más nuevas. El 10 de diciembre de 2018 Google lanzó la característica de búsqueda visual de Lens a la aplicación de Google para iOS.